# كارين آرثر
كارين آرثر (بالإنجليزية: Karen Arthur)‏ (و. 1941 – م) هي ممثلة، ومخرجة سينمائية، وممثلة تلفزيونية، من الولايات المتحدة الأمريكية، ولدت في أوماها، نبراسكا.

## جوائز
حصلت على جوائز منها:
- جائزة إيمي.

## وصلات خارجية
- كارين آرثر على موقع IMDb (الإنجليزية)
- كارين آرثر على موقع ألو سيني (الفرنسية)
- كارين آرثر على موقع أول موفي (الإنجليزية)
- كارين آرثر على موقع قاعدة بيانات الأفلام السويدية (السويدية)
- كارين آرثر على موقع قاعدة بيانات الفيلم (الإنجليزية)
- كارين آرثر على موقع كينوبويسك (الروسية)